# Ga Imae
Ga Imae (Tiếng Hàn: 이매역, Hanja: 二梅驛) là ga trung chuyển cho Tuyến Suin–Bundang và Tuyến Gyeonggang ở Imae-dong, Bundang-gu, Seongnam-si, Gyeonggi-do. Ban đầu không có kế hoạch xây dựng nhà ga này khi tuyến Bundang mở cửa vào 1994. Tuy nhiên, do nhu cầu của người dân địa phương và khoảng cách đáng kể giữa ga Yatap và Seohyeon, công trình được xây dựng vào tháng 3 năm 2000 và mở cửa vào 16 tháng 1 năm 2004.

## Lịch sử
- Tháng 3 năm 2000: Khởi công xây dựng
- 16 tháng 1 năm 2004: Bắt đầu kinh doanh khai trương
- 20 tháng 7 năm 2009 ~ 23 tháng 9 năm 2016: Tạm thời đóng cửa lối ra số 3 cùng với việc xây dựng đường ray đôi Tuyến Gyeonggang
- 18 tháng 9 năm 2012: Điểm xuất phát của Wangsimni được thay đổi thành 24,8km do mở đoạn Wangsimni ~ Seolleung[1]
- 29 tháng 4 năm 2016: Thông báo về Bảng khoảng cách đường sắt tuyến Gyeonggang[2]
- 13 tháng 9 ~ 18 tháng 9 năm 2016: Hoạt động tạm thời miễn phí các chuyến tàu Tuyến Gyeonggang trong dịp lễ Chuseok[3][4]
- 24 tháng 9 năm 2016: Tuyến Gyeonggang đoạn Pangyo ~ Yeoju khai trương và trở thành ga trung chuyển đồng thời mở lại lối ra số 3
- 26 tháng 9 năm 2016: Điểm xuất phát Pangyo thay đổi thành 2.0km[5]

## Bố trí ga

### Tuyến Suin–Bundang (B2F)
| ↑ Yatap    |
| \| １      |
| Seohyeon ↓ |

| １ | ●Tuyến Suin–Bundang | → Hướng đi Seohyeon · Jukjeon · Giheung · Suwon · Incheon →  |
| ２ | ●Tuyến Suin–Bundang | ← Hướng đi Yatap · Moran · Suseo · Seolleung · Cheongnyangni |

### Tuyến Gyeonggang (B4F)
| ↑ Seongnam |
| \| ２      |
| Samdong ↓  |

| １ | ● Tuyến Gyeonggang | ← Hướng đi Seongnam · Pangyo                           |
| ２ | ● Tuyến Gyeonggang | → Hướng đi Gyeonggi Gwangju · Icheon · Bubal · Yeoju → |

## Xung quanh nhà ga
- Trung tâm nghệ thuật Seongnam
- Nhà thờ Bundang Woori
- Trường tiểu học Anmal
- Trường trung học Songlim
- Trường trung học cơ sở Maesong
- Trường trung học cơ sở Imae
- Trường trung học Imae
- Trường trung học Taewon
- Trường trung học Songlim
- Trường trung học Dolma
- Phòng Thương mại và Công nghiệp Seongnam
- Trung tâm phúc lợi hành chính Imae 1-dong
- Đồn cảnh sát Bundang Đồn cảnh sát Imae
- Trạm cứu hỏa Bundang
- Trung tâm công nghệ nông nghiệp Seongnam

## Hình ảnh

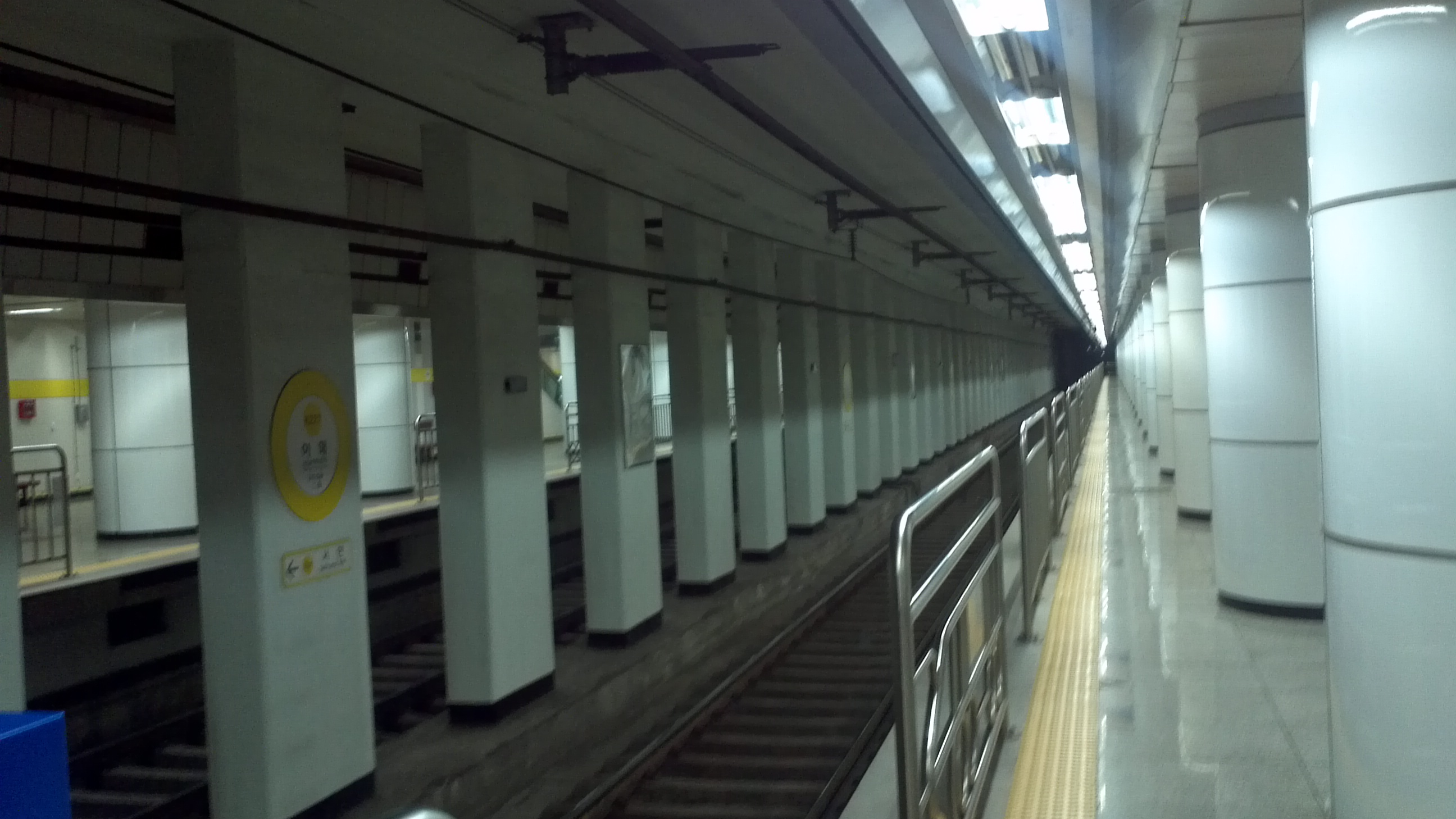
Sân ga
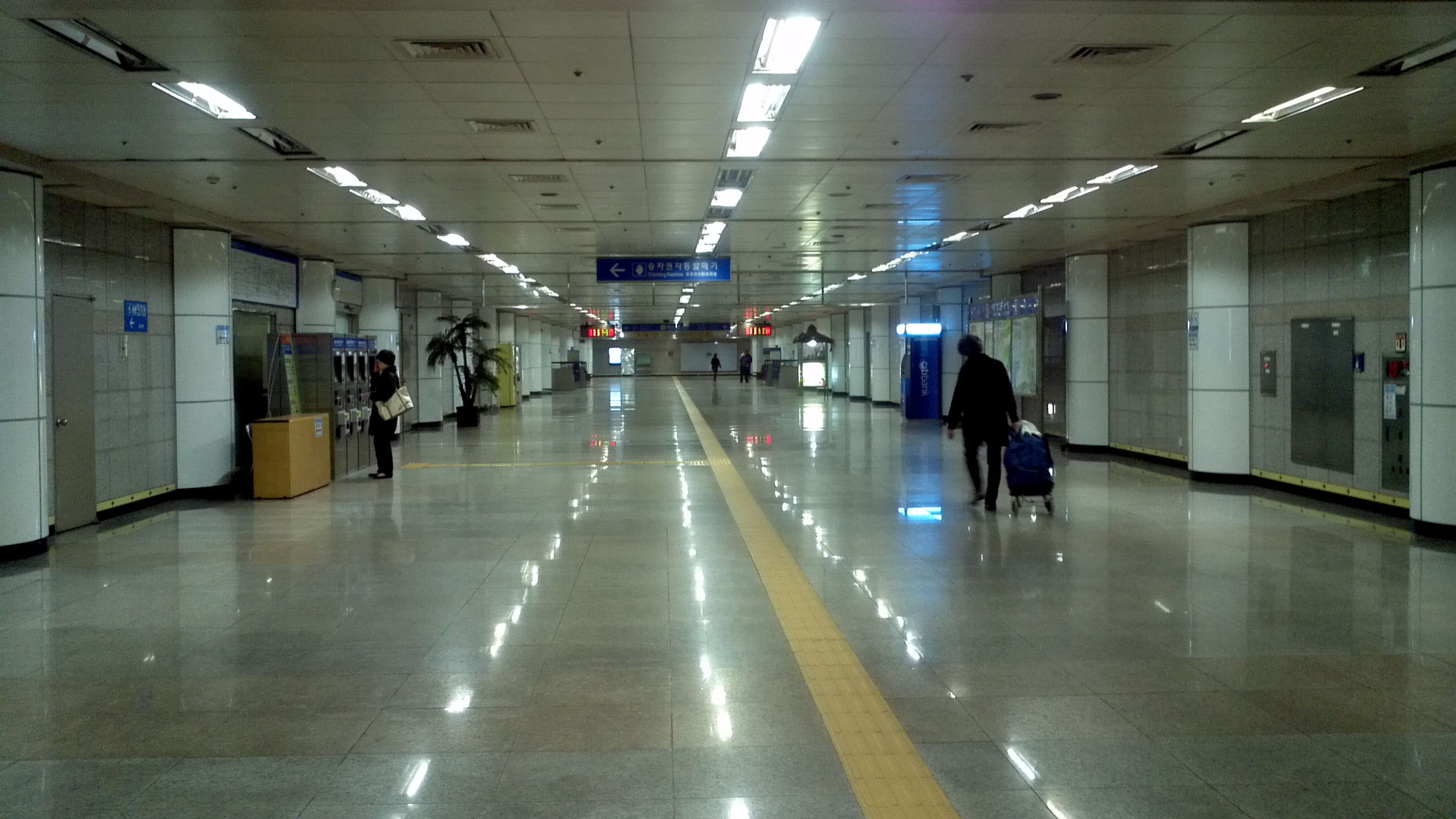
Phòng chờ